# Hans-Peter Tschudi
Hans-Peter Tschudi ( 22 de Outubro de 1913 - 30 de Setembro de 2002) foi um político da Suíça.
Ele foi eleito para o Conselho Federal suíço em 17 de Dezembro de 1959 e terminou o mandato a 31 de Dezembro de 1973.

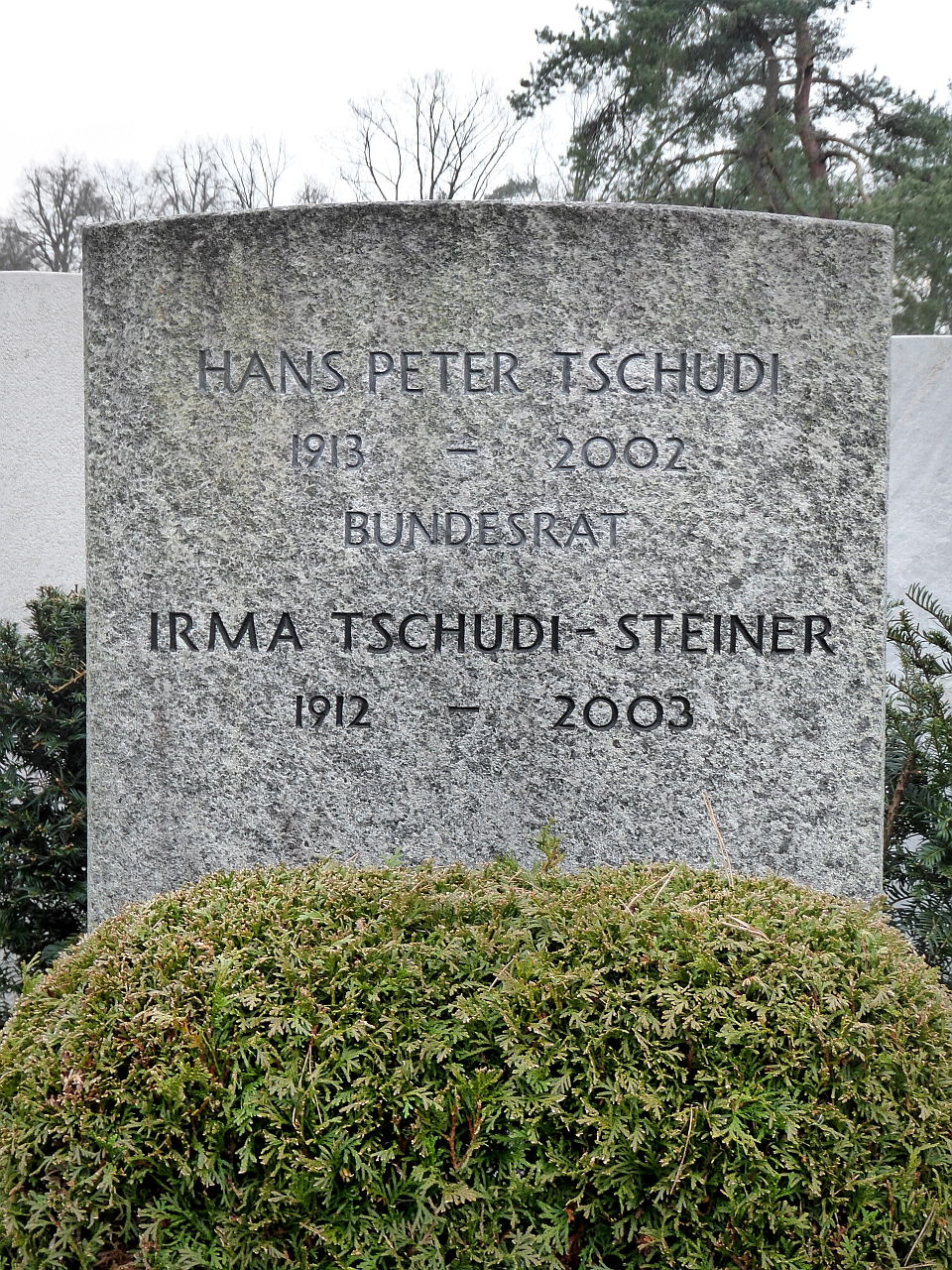
Sepultura no Friedhof am Hörnli

Hans-Peter Tschudi foi Presidente da Confederação suíça em 1965 e 1970.